# Aubria
Genre
Aubria est un genre d'amphibiens de la famille des Pyxicephalidae.

## Répartition
Les deux espèces de ce genre se rencontrent en Afrique centrale et en Afrique de l'Ouest. 

## Liste d'espèces
Selon Amphibian Species of the World (24 juillet 2013) :
- Aubria masako  Ohler & Kazadi, 1990
- Aubria subsigillata  (Duméril, 1856)

## Étymologie
Ce genre est nommé en l'honneur de Charles Eugène Aubry-Lecomte (1821–1879).

## Publication originale
- Boulenger, 1917 : Sur la conformation des phalangettes chez certaines grenouilles d'Afrique. Comptes rendus hebdomadaires des séances de l'Académie des sciences, Paris, vol. 165, p. 987-990 (texte intégral).